# BWF Super Series Finale 2015
Das BWF Super Series Finale 2015 war das abschließende Turnier der BWF Super Series 2015 im Badminton. Es fand vom 9. bis zum 13. Dezember 2015 in Dubai im Hamdan Sports Complex statt.

## Herreneinzel

### Setzliste
1. Chen Long
2. Kento Momota
3. Jan Ø. Jørgensen
4. Viktor Axelsen
5. Chou Tien-chen
6. Tian Houwei
7. Hu Yun
8. Srikanth Kidambi

### Gruppe A
| Starter          | Pts | Pld | W | L | SF | SA | PF  | PA  |
| ---------------- | --- | --- | - | - | -- | -- | --- | --- |
| Chen Long        | 3   | 3   | 3 | 0 | 6  | 0  | 126 | 86  |
| Jan Ø. Jørgensen | 2   | 3   | 2 | 1 | 4  | 2  | 117 | 106 |
| Tian Houwei      | 1   | 3   | 1 | 2 | 2  | 4  | 101 | 113 |
| Hu Yun           | 0   | 3   | 0 | 3 | 0  | 6  | 89  | 128 |

| Datum        |                  | Ergebnis |                  | Satz 1 | Satz 2 | Satz 3 |
| ------------ | ---------------- | -------- | ---------------- | ------ | ------ | ------ |
| 9. Dezember  | Jan Ø. Jørgensen | 2–0      | Hu Yun           | 21–10  | 23–21  |        |
| 9. Dezember  | Chen Long        | 2–0      | Tian Houwei      | 21–13  | 21–13  |        |
| 10. Dezember | Jan Ø. Jørgensen | 2–0      | Tian Houwei      | 21–17  | 21–16  |        |
| 10. Dezember | Chen Long        | 2–0      | Hu Yun           | 21–17  | 21–12  |        |
| 11. Dezember | Tian Houwei      | 2–0      | Hu Yun           | 21–19  | 21–10  |        |
| 11. Dezember | Chen Long        | 2–0      | Jan Ø. Jørgensen | 21–14  | 21–17  |        |

### Gruppe B
| Starter          | Pts | Pld | W | L | SF | SA | PF  | PA  |
| ---------------- | --- | --- | - | - | -- | -- | --- | --- |
| Kento Momota     | 3   | 3   | 3 | 0 | 6  | 1  | 145 | 111 |
| Viktor Axelsen   | 2   | 3   | 2 | 1 | 5  | 2  | 135 | 116 |
| Chou Tien-chen   | 1   | 3   | 1 | 2 | 2  | 4  | 100 | 114 |
| Srikanth Kidambi | 0   | 3   | 0 | 3 | 0  | 6  | 87  | 126 |

| Datum        |                | Ergebnis |                  | Satz 1 | Satz 2 | Satz 3 |
| ------------ | -------------- | -------- | ---------------- | ------ | ------ | ------ |
| 9. Dezember  | Viktor Axelsen | 2–0      | Chou Tien-chen   | 21–8   | 21–16  |        |
| 9. Dezember  | Kento Momota   | 2–0      | Srikanth Kidambi | 21–13  | 21–13  |        |
| 10. Dezember | Viktor Axelsen | 2–0      | Srikanth Kidambi | 21–13  | 21–18  |        |
| 10. Dezember | Kento Momota   | 2–0      | Chou Tien-chen   | 21–15  | 21–19  |        |
| 11. Dezember | Chou Tien-chen | 2–0      | Srikanth Kidambi | 21–17  | 21–13  |        |
| 11. Dezember | Kento Momota   | 2–1      | Viktor Axelsen   | 19–21  | 21–15  | 21–15  |

### Endrunde
|  | Halbfinale | Halbfinale       | Halbfinale | Halbfinale | Halbfinale |  |  | Finale | Finale         | Finale | Finale | Finale |
|  |            |                  |            |            |            |  |  |        |                |        |        |        |
|  |            |                  |            |            |            |  |  |        |                |        |        |        |
|  | 1          | Chen Long        | 12         | 17         |            |  |  |        |                |        |        |        |
|  | 4          | Viktor Axelsen   | 21         | 21         |            |  |  |        |                |        |        |        |
|  |            |                  |            |            |            |  |  | 4      | Viktor Axelsen | 15     | 12     |        |
|  |            |                  |            |            |            |  |  | 2      | Kento Momota   | 21     | 21     |        |
|  | 3          | Jan Ø. Jørgensen | 19         | 18         |            |  |  |        |                |        |        |        |
|  | 2          | Kento Momota     | 21         | 21         |            |  |  |        |                |        |        |        |
|  |            |                  |            |            |            |  |  |        |                |        |        |        |

## Dameneinzel

### Setzliste
1. Carolina Marín
2. Wang Shixian
3. Wang Yihan
4. Nozomi Okuhara
5. Saina Nehwal
6. Tai Tzu-ying
7. Ratchanok Intanon
8. Sung Ji-hyun

### Gruppe A
| Starter        | Pts | Pld | W | L | SF | SA | PF  | PA  |
| -------------- | --- | --- | - | - | -- | -- | --- | --- |
| Nozomi Okuhara | 3   | 3   | 3 | 0 | 6  | 0  | 126 | 71  |
| Carolina Marín | 1   | 3   | 1 | 2 | 3  | 4  | 120 | 120 |
| Saina Nehwal   | 1   | 3   | 1 | 2 | 3  | 5  | 126 | 154 |
| Tai Tzu-ying   | 1   | 3   | 1 | 2 | 2  | 5  | 110 | 137 |

| Datum        |                | Ergebnis |                | Satz 1 | Satz 2 | Satz 3 |
| ------------ | -------------- | -------- | -------------- | ------ | ------ | ------ |
| 9. Dezember  | Carolina Marín | 2–0      | Tai Tzu-ying   | 21–16  | 21–9   |        |
| 9. Dezember  | Nozomi Okuhara | 2–0      | Saina Nehwal   | 21–14  | 21–6   |        |
| 10. Dezember | Nozomi Okuhara | 2–0      | Tai Tzu-ying   | 21–11  | 21–16  |        |
| 10. Dezember | Carolina Marín | 1–2      | Saina Nehwal   | 21–23  | 21–9   | 12–21  |
| 11. Dezember | Carolina Marín | 0–2      | Nozomi Okuhara | 9–21   | 15–21  |        |
| 11. Dezember | Saina Nehwal   | 1–2      | Tai Tzu-ying   | 21–16  | 18–21  | 14–21  |

### Gruppe B
| Starter           | Pts | Pld | W | L | SF | SA | PF  | PA  |
| ----------------- | --- | --- | - | - | -- | -- | --- | --- |
| Wang Yihan        | 2   | 3   | 2 | 1 | 4  | 4  | 141 | 146 |
| Ratchanok Intanon | 2   | 3   | 2 | 1 | 5  | 3  | 156 | 150 |
| Wang Shixian      | 1   | 3   | 1 | 2 | 3  | 5  | 142 | 156 |
| Sung Ji-hyun      | 1   | 3   | 1 | 2 | 4  | 4  | 157 | 144 |

| Datum        |                   | Ergebnis |                   | Satz 1 | Satz 2 | Satz 3 |
| ------------ | ----------------- | -------- | ----------------- | ------ | ------ | ------ |
| 9. Dezember  | Ratchanok Intanon | 2–1      | Sung Ji-hyun      | 19–21  | 23–21  | 21–14  |
| 9. Dezember  | Wang Shixian      | 1–2      | Wang Yihan        | 19–21  | 21–13  | 13–21  |
| 10. Dezember | Wang Yihan        | 2–1      | Ratchanok Intanon | 19–21  | 21–19  | 21–11  |
| 10. Dezember | Wang Shixian      | 2–1      | Sung Ji-hyun      | 21–19  | 14–21  | 21–19  |
| 11. Dezember | Wang Shixian      | 0–2      | Ratchanok Intanon | 14–21  | 19–21  |        |
| 11. Dezember | Wang Yihan        | 0–2      | Sung Ji-hyun      | 14–21  | 11–21  |        |

### Endrunde
|  | Halbfinale | Halbfinale        | Halbfinale | Halbfinale | Halbfinale |  |  | Finale | Finale         | Finale | Finale | Finale |
|  |            |                   |            |            |            |  |  |        |                |        |        |        |
|  |            |                   |            |            |            |  |  |        |                |        |        |        |
|  | 4          | Nozomi Okuhara    | 21         | 21         |            |  |  |        |                |        |        |        |
|  | 1          | Carolina Marín    | 11         | 12         |            |  |  |        |                |        |        |        |
|  |            |                   |            |            |            |  |  | 4      | Nozomi Okuhara | 22     | 21     |        |
|  |            |                   |            |            |            |  |  | 3      | Wang Yihan     | 20     | 18     |        |
|  | 7          | Ratchanok Intanon | 12         | 12         |            |  |  |        |                |        |        |        |
|  | 3          | Wang Yihan        | 21         | 21         |            |  |  |        |                |        |        |        |
|  |            |                   |            |            |            |  |  |        |                |        |        |        |

## Herrendoppel

### Setzliste
1. Lee Yong-dae / Yoo Yeon-seong
2. Mathias Boe / Carsten Mogensen
3. Hiroyuki Endō / Kenichi Hayakawa
4. Chai Biao / Hong Wei
5. Mohammad Ahsan / Hendra Setiawan
6. Fu Haifeng / Zhang Nan
7. Kim Gi-jung / Kim Sa-rang
8. Mads Conrad-Petersen / Mads Pieler Kolding

### Gruppe A
| Starter                        | Pts | Pld | W | L | SF | SA | PF  | PA  |
| ------------------------------ | --- | --- | - | - | -- | -- | --- | --- |
| Lee Yong-dae Yoo Yeon-seong    | 3   | 3   | 3 | 0 | 6  | 1  | 142 | 102 |
| Mohammad Ahsan Hendra Setiawan | 2   | 3   | 2 | 1 | 4  | 2  | 113 | 108 |
| Fu Haifeng Zhang Nan           | 1   | 3   | 1 | 2 | 3  | 5  | 131 | 155 |
| Hiroyuki Endō Kenichi Hayakawa | 0   | 3   | 0 | 3 | 1  | 6  | 121 | 142 |

| Datum        |                                | Ergebnis |                                | Satz 1 | Satz 2 | Satz 3 |
| ------------ | ------------------------------ | -------- | ------------------------------ | ------ | ------ | ------ |
| 9. Dezember  | Hiroyuki Endō Kenichi Hayakawa | 0–2      | Mohammad Ahsan Hendra Setiawan | 17–21  | 19–21  |        |
| 9. Dezember  | Lee Yong-dae Yoo Yeon-seong    | 2–1      | Fu Haifeng Zhang Nan           | 16–21  | 21–10  | 21–12  |
| 10. Dezember | Lee Yong-dae Yoo Yeon-seong    | 2–0      | Mohammad Ahsan Hendra Setiawan | 21–19  | 21–10  |        |
| 10. Dezember | Hiroyuki Endō Kenichi Hayakawa | 1–2      | Fu Haifeng Zhang Nan           | 18–21  | 21–16  | 16–21  |
| 11. Dezember | Lee Yong-dae Yoo Yeon-seong    | 2–0      | Hiroyuki Endō Kenichi Hayakawa | 21–18  | 21–12  |        |
| 11. Dezember | Mohammad Ahsan Hendra Setiawan | 2–0      | Fu Haifeng Zhang Nan           | 21–14  | 21–16  |        |

### Gruppe B
| Starter                                  | Pts | Pld | W | L | SF | SA | PF  | PA  |
| ---------------------------------------- | --- | --- | - | - | -- | -- | --- | --- |
| Mathias Boe Carsten Mogensen             | 3   | 3   | 3 | 0 | 6  | 2  | 160 | 145 |
| Chai Biao Hong Wei                       | 2   | 3   | 2 | 1 | 4  | 4  | 151 | 147 |
| Mads Conrad-Petersen Mads Pieler Kolding | 1   | 3   | 1 | 2 | 4  | 5  | 154 | 171 |
| Kim Gi-jung Kim Sa-rang                  | 0   | 3   | 0 | 3 | 3  | 6  | 166 | 168 |

| Datum        |                              | Ergebnis |                                          | Satz 1 | Satz 2 | Satz 3 |
| ------------ | ---------------------------- | -------- | ---------------------------------------- | ------ | ------ | ------ |
| 9. Dezember  | Chai Biao Hong Wei           | 2–1      | Kim Gi-jung Kim Sa-rang                  | 21–15  | 12–21  | 24–22  |
| 9. Dezember  | Mathias Boe Carsten Mogensen | 2–1      | Mads Conrad-Petersen Mads Pieler Kolding | 18–21  | 21–16  | 21–17  |
| 10. Dezember | Chai Biao Hong Wei           | 2–1      | Mads Conrad-Petersen Mads Pieler Kolding | 15–21  | 21–13  | 21–13  |
| 10. Dezember | Mathias Boe Carsten Mogensen | 2–1      | Kim Gi-jung Kim Sa-rang                  | 21–18  | 16–21  | 21–15  |
| 11. Dezember | Mathias Boe Carsten Mogensen | 2–0      | Chai Biao Hong Wei                       | 21–18  | 21–19  |        |
| 11. Dezember | Kim Gi-jung Kim Sa-rang      | 1–2      | Mads Conrad-Petersen Mads Pieler Kolding | 21–11  | 19–21  | 14–21  |

### Endrunde
|  | Halbfinale | Halbfinale                     | Halbfinale | Halbfinale | Halbfinale |  |  | Finale | Finale                         | Finale | Finale | Finale |
|  |            |                                |            |            |            |  |  |        |                                |        |        |        |
|  |            |                                |            |            |            |  |  |        |                                |        |        |        |
|  | 1          | Lee Yong-dae Yoo Yeon-seong    | 17         | 24         | 15         |  |  |        |                                |        |        |        |
|  | 5          | Mohammad Ahsan Hendra Setiawan | 21         | 22         | 21         |  |  |        |                                |        |        |        |
|  |            |                                |            |            |            |  |  | 5      | Mohammad Ahsan Hendra Setiawan | 13     | 21     | 21     |
|  |            |                                |            |            |            |  |  | 4      | Chai Biao Hong Wei             | 21     | 14     | 14     |
|  | 4          | Chai Biao Hong Wei             | 17         | 21         | 24         |  |  |        |                                |        |        |        |
|  | 2          | Mathias Boe Carsten Mogensen   | 21         | 19         | 22         |  |  |        |                                |        |        |        |
|  |            |                                |            |            |            |  |  |        |                                |        |        |        |

## Damendoppel

### Setzliste
1. Luo Ying / Luo Yu
2. Christinna Pedersen / Kamilla Rytter Juhl
3. Misaki Matsutomo / Ayaka Takahashi
4. Nitya Krishinda Maheswari / Greysia Polii
5. Eefje Muskens / Selena Piek
6. Chae Yoo-jung / Kim So-young
7. Naoko Fukuman / Kurumi Yonao
8. Tian Qing / Zhao Yunlei (Wildcard)

### Gruppe A
| Starter                          | Pts | Pld | W | L | SF | SA | PF  | PA  |
| -------------------------------- | --- | --- | - | - | -- | -- | --- | --- |
| Misaki Matsutomo Ayaka Takahashi | 3   | 3   | 3 | 0 | 6  | 2  | 165 | 129 |
| Luo Ying Luo Yu                  | 2   | 3   | 2 | 1 | 5  | 2  | 133 | 119 |
| Naoko Fukuman Kurumi Yonao       | 1   | 3   | 1 | 2 | 2  | 5  | 129 | 133 |
| Chae Yoo-jung Kim So-young       | 0   | 3   | 0 | 3 | 2  | 6  | 113 | 159 |

| Datum        |                                  | Ergebnis |                                  | Satz 1 | Satz 2 | Satz 3 |
| ------------ | -------------------------------- | -------- | -------------------------------- | ------ | ------ | ------ |
| 9. Dezember  | Luo Ying Luo Yu                  | 2–0      | Chae Yoo-jung Kim So-young       | 21–11  | 21–10  |        |
| 9. Dezember  | Misaki Matsutomo Ayaka Takahashi | 2–0      | Naoko Fukuman Kurumi Yonao       | 21–16  | 22–20  |        |
| 10. Dezember | Luo Ying Luo Yu                  | 2–0      | Naoko Fukuman Kurumi Yonao       | 21–19  | 21–18  |        |
| 10. Dezember | Misaki Matsutomo Ayaka Takahashi | 2–1      | Chae Yoo-jung Kim So-young       | 19–21  | 21–11  | 21–12  |
| 11. Dezember | Luo Ying Luo Yu                  | 1–2      | Misaki Matsutomo Ayaka Takahashi | 21–19  | 18–21  | 10–21  |
| 11. Dezember | Chae Yoo-jung Kim So-young       | 1–2      | Naoko Fukuman Kurumi Yonao       | 13–21  | 21–14  | 14–21  |

### Gruppe B
| Starter                                 | Pts | Pld | W   | L   | SF  | SA  | PF  | PA  |
| --------------------------------------- | --- | --- | --- | --- | --- | --- | --- | --- |
| Nitya Krishinda Maheswari Greysia Polii | 2   | 2   | 2   | 0   | 4   | 0   | 84  | 60  |
| Christinna Pedersen Kamilla Rytter Juhl | 1   | 2   | 1   | 1   | 2   | 2   | 72  | 73  |
| Eefje Muskens Selena Piek               | 0   | 2   | 0   | 2   | 0   | 4   | 61  | 84  |
| Tian Qing Zhao Yunlei                   | N/A | N/A | N/A | N/A | N/A | N/A | N/A | N/A |

| Datum        |                                         | Ergebnis |                                         | Satz 1 | Satz 2 | Satz 3 |
| ------------ | --------------------------------------- | -------- | --------------------------------------- | ------ | ------ | ------ |
| 9. Dezember  | Nitya Krishinda Maheswari Greysia Polii | 2–0      | Eefje Muskens Selena Piek               | 21–13  | 21–17  |        |
| 9. Dezember  | Christinna Pedersen Kamilla Rytter Juhl | 1–2      | Tian Qing Zhao Yunlei                   | 21–16  | 7–21   | 20–22  |
| 10. Dezember | Christinna Pedersen Kamilla Rytter Juhl | 2–0      | Eefje Muskens Selena Piek               | 21–15  | 21–16  |        |
| 10. Dezember | Nitya Krishinda Maheswari Greysia Polii | 2–1      | Tian Qing Zhao Yunlei                   | 21–17  | 14–21  | 21–16  |
| 11. Dezember | Christinna Pedersen Kamilla Rytter Juhl | 0–2      | Nitya Krishinda Maheswari Greysia Polii | 13–21  | 17–21  |        |
| 11. Dezember | Eefje Muskens Selena Piek               | w/o      | Tian Qing Zhao Yunlei                   |        |        |        |

### Endrunde
|  | Halbfinale | Halbfinale                              | Halbfinale | Halbfinale | Halbfinale |  |  | Finale | Finale                                  | Finale | Finale | Finale |
|  |            |                                         |            |            |            |  |  |        |                                         |        |        |        |
|  |            |                                         |            |            |            |  |  |        |                                         |        |        |        |
|  | 3          | Misaki Matsutomo Ayaka Takahashi        | 19         | 19         |            |  |  |        |                                         |        |        |        |
|  | 1          | Luo Ying Luo Yu                         | 21         | 21         |            |  |  |        |                                         |        |        |        |
|  |            |                                         |            |            |            |  |  | 1      | Luo Ying Luo Yu                         | 14     | 21     | 14     |
|  |            |                                         |            |            |            |  |  | 2      | Christinna Pedersen Kamilla Rytter Juhl | 21     | 9      | 4r     |
|  | 2          | Christinna Pedersen Kamilla Rytter Juhl | 21         | 21         |            |  |  |        |                                         |        |        |        |
|  | 4          | Nitya Krishinda Maheswari Greysia Polii | 17         | 12         |            |  |  |        |                                         |        |        |        |
|  |            |                                         |            |            |            |  |  |        |                                         |        |        |        |

## Mixed

### Setzliste
1. Zhang Nan / Zhao Yunlei
2. Liu Cheng / Bao Yixin
3. Ko Sung-hyun / Kim Ha-na
4. Tontowi Ahmad / Liliyana Natsir
5. Joachim Fischer Nielsen / Christinna Pedersen
6. Chris Adcock / Gabrielle Adcock
7. Praveen Jordan / Debby Susanto
8. Lee Chun Hei / Chau Hoi Wah

### Gruppe A
| Starter                       | Pts | Pld | W   | L   | SF  | SA  | PF  | PA  |
| ----------------------------- | --- | --- | --- | --- | --- | --- | --- | --- |
| Chris Adcock Gabrielle Adcock | 2   | 2   | 2   | 0   | 4   | 2   | 120 | 113 |
| Lee Chun Hei Chau Hoi Wah     | 1   | 2   | 1   | 1   | 3   | 2   | 101 | 89  |
| Tontowi Ahmad Liliyana Natsir | 0   | 2   | 0   | 2   | 1   | 4   | 85  | 104 |
| Zhang Nan Zhao Yunlei         | N/A | N/A | N/A | N/A | N/A | N/A | N/A | N/A |

| Datum        |                               | Ergebnis |                               | Satz 1 | Satz 2 | Satz 3 |
| ------------ | ----------------------------- | -------- | ----------------------------- | ------ | ------ | ------ |
| 9. Dezember  | Zhang Nan Zhao Yunlei         | 0–2      | Lee Chun Hei Chau Hoi Wah     | 15–21  | 12–21  |        |
| 9. Dezember  | Tontowi Ahmad Liliyana Natsir | 1–2      | Chris Adcock Gabrielle Adcock | 21–17  | 11–21  | 22–24  |
| 10. Dezember | Zhang Nan Zhao Yunlei         | 2–0      | Chris Adcock Gabrielle Adcock | 21–17  | 21–18  |        |
| 10. Dezember | Tontowi Ahmad Liliyana Natsir | 0–2      | Lee Chun Hei Chau Hoi Wah     | 14–21  | 17–21  |        |
| 11. Dezember | Zhang Nan Zhao Yunlei         | w/o      | Tontowi Ahmad Liliyana Natsir |        |        |        |
| 11. Dezember | Chris Adcock Gabrielle Adcock | 2–1      | Lee Chun Hei Chau Hoi Wah     | 21–19  | 16–21  | 21–19  |

### Gruppe B
| Starter                                     | Pts | Pld | W | L | SF | SA | PF  | PA  |
| ------------------------------------------- | --- | --- | - | - | -- | -- | --- | --- |
| Ko Sung-hyun Kim Ha-na                      | 3   | 3   | 3 | 0 | 6  | 3  | 175 | 177 |
| Praveen Jordan Debby Susanto                | 2   | 3   | 2 | 1 | 5  | 2  | 142 | 117 |
| Liu Cheng Bao Yixin                         | 1   | 3   | 1 | 2 | 3  | 5  | 151 | 147 |
| Joachim Fischer Nielsen Christinna Pedersen | 0   | 3   | 0 | 3 | 2  | 6  | 138 | 165 |

| Datum        |                                             | Ergebnis |                                             | Satz 1 | Satz 2 | Satz 3 |
| ------------ | ------------------------------------------- | -------- | ------------------------------------------- | ------ | ------ | ------ |
| 9. Dezember  | Ko Sung-hyun Kim Ha-na                      | 2–1      | Joachim Fischer Nielsen Christinna Pedersen | 19–21  | 21–19  | 24–22  |
| 9. Dezember  | Liu Cheng Bao Yixin                         | 0–2      | Praveen Jordan Debby Susanto                | 18–21  | 17–21  |        |
| 10. Dezember | Ko Sung-hyun Kim Ha-na                      | 2–1      | Praveen Jordan Debby Susanto                | 21–18  | 14–21  | 21–19  |
| 10. Dezember | Liu Cheng Bao Yixin                         | 2–1      | Joachim Fischer Nielsen Christinna Pedersen | 17–21  | 21–17  | 21–12  |
| 11. Dezember | Joachim Fischer Nielsen Christinna Pedersen | 0–2      | Praveen Jordan Debby Susanto                | 8–21   | 18–21  |        |
| 11. Dezember | Liu Cheng Bao Yixin                         | 1–2      | Ko Sung-hyun Kim Ha-na                      | 18–21  | 21–13  | 18–21  |

### Endrunde
|  | Halbfinale | Halbfinale                    | Halbfinale | Halbfinale | Halbfinale |  |  | Finale | Finale                        | Finale | Finale | Finale |
|  |            |                               |            |            |            |  |  |        |                               |        |        |        |
|  |            |                               |            |            |            |  |  |        |                               |        |        |        |
|  | 6          | Chris Adcock Gabrielle Adcock | 21         | 22         |            |  |  |        |                               |        |        |        |
|  | 7          | Praveen Jordan Debby Susanto  | 17         | 20         |            |  |  |        |                               |        |        |        |
|  |            |                               |            |            |            |  |  | 6      | Chris Adcock Gabrielle Adcock | 21     | 21     |        |
|  |            |                               |            |            |            |  |  | 3      | Ko Sung-hyun Kim Ha-na        | 14     | 17     |        |
|  | 8          | Lee Chun Hei Chau Hoi Wah     | 15         | 22         | 12         |  |  |        |                               |        |        |        |
|  | 3          | Ko Sung-hyun Kim Ha-na        | 21         | 20         | 21         |  |  |        |                               |        |        |        |
|  |            |                               |            |            |            |  |  |        |                               |        |        |        |